# Von Beneckendorff und von Hindenburg

Wappen derer von Beneckendorff und von Hindenburg

Von Beneckendorff und von Hindenburg ist der Name eines Adelsgeschlechtes, das zu Beginn des 19. Jahrhunderts entstand, als Johann Gottfried von Hindenburg die beiden älteren Adelsgeschlechter von Hindenburg und von Beneckendorff zu einer gemeinsamen neuen Linie zusammenführte.

## Das Geschlecht derer von Beneckendorff
Die erste Erwähnung des Namens Beneckendorff findet sich Ende des 12. Jahrhunderts in der Altmark. Das Geschlecht selbst soll dabei ursprünglich aus Schwaben stammen.
Im Gefolge des Markgrafen von Brandenburg und des Deutschen Ordens gelangte die Familie der Beneckendorffs in die Neumark. Dort erwarben sie auf dem Höhepunkt ihrer Geltung vierzehn Rittergüter, von denen sie einige als Geschenk erhielten und andere selbst erwarben. Mehrfach stellte die Familie später in dieser Region Landräte und Landesdirektoren.
Erste größere Bekanntheit erlangte ein Vertreter der Familie im ausgehenden 15. Jahrhundert mit Asmus von Beneckendorff, der zu dieser Zeit als Raubritter in der Gegend von Naugard lebte, wo er vorzugsweise Kaufleute aus Danzig ausplünderte. In den folgenden Jahrhunderten taten die Mitglieder der Familie sich vor allem als Soldaten in den Armeen wechselnder Herren hervor: So fanden zehn Offiziere der Beneckendorff in den Türkenkriegen ihren Tod. Andere Vertreter des Geschlechtes nahmen an Kriegen in Holland, Frankreich, Polen und Schweden teil.
Die Kapitulation der Zitadelle Spandau bei Berlin im Vierten Koalitionskrieg im Jahr 1806 verbindet sich mit dem Namen Beneckendorff. Der Kommandant, Major Ernst Ludwig von Beneckendorff, übergab die voll kriegsbereite Festung am 25. Oktober 1806 an die französische Armee – ohne jeden Versuch sich zu verteidigen. Napoleon Bonaparte nahm sie persönlich in Besitz. Ein preußisches Kriegsgericht verurteilte Beneckendorff 1808 wegen Feigheit vor dem Feind zum Tod durch Erschießen. Der König begnadigte ihn, das Urteil wurde in „Festungsarrest auf Königliche Gnade“ umgewandelt, und er verbrachte elf Jahre in Festungshaft.

## Das Geschlecht derer von Hindenburg
Der Name Hindenburg leitet sich von dem alten Wort hindin ab, das so viel bedeutet wie Hirschkuh. Hirschkühe (hinden) finden sich dementsprechend auch auf dem Familienwappen der Hindenburgs. Die Familie stammt wahrscheinlich aus dem altmärkischen Dorf Hindenburg.
Ende des 18. Jahrhunderts vermählte sich Hans-Heinrich von Hindenburg mit Katharina von Beneckendorff. Aus dieser Verbindung ging unter anderen der Sohn Johann Gottfried von Hindenburg hervor.

## Die gemeinsame Linie von Beneckendorff und von Hindenburg
Die Linie von Beneckendorff und Hindenburg entstand, als ein kinderlos gebliebener Oberst von Hindenburg zu Beginn des 19. Jahrhunderts seinen Neffen Johann Otto Gottfried von Beneckendorff als Erben seiner westpreußischen Güter Limbsee und Neudeck einsetzte. Um das Erbe der Güter antreten zu dürfen, machte es der ältere von Hindenburg dabei seinem Neffen zur Bedingung, den Namen von Hindenburg anzunehmen. Außerdem hatte dieser das Wappen derer von Hindenburg zu übernehmen. Da Johann Otto Gottfried von Beneckendorff auf seinen alten Familiennamen nicht verzichten wollte, verband er die beiden Namen miteinander und nannte sich fortan Johann Otto Gottfried von Beneckendorff und von Hindenburg.
(siehe auch "Die Vorfahren des Generalfeldmarschalls von Beneckendorff und von Hindenburg
in der Neumark und in Preuszen von Arthur Semrau", Thorn 1915)
Es folgte nach Johann Otto Gottfried von Beneckendorff und von Hindenburg, aus dessen Ehe mit Lowisa Baronin zu Eulenburg-Prassen zwei Kinder hervorgingen:
Heinrich Wilhelm Ernst sowie Otto Ludwig, der am 13. August 1801 Eleonore von Brederlow
heiratete. Bei seinem Tod 1855 blieben neun mündige Kinder zurück.
Eines von diesen, Hans Robert von Beneckendorff und von Hindenburg, kam am 21. Mai 1816 zur Welt. Aus der von Hans Robert von Beneckendorff und von Hindenburgs im April 1845 in Posen geschlossenen Ehe mit der bürgerlichen Luise Schwickart, der Tochter des Regimentsarztes Karl Ludwig Schwickart (* 26. August 1780), entsprang schließlich der bekannteste Spross der Familie, Paul von Beneckendorff und von Hindenburg (1847–1934), der als Generalfeldmarschall zum Chef der deutschen Obersten Heeresleitung im Ersten Weltkrieg wurde und von 1925 bis 1934 als Reichspräsident Staatsoberhaupt des Deutschen Reiches war.
Als Paul von Beneckendorff und von Hindenburg nach seinem Sieg in der Schlacht von Tannenberg im August 1914 einer größeren Öffentlichkeit bekannt wurde, wurde der Name von Beneckendorff und von Hindenburg – der zuvor stets als Doppelname verwendet worden war – allgemein auf Hindenburg verkürzt, wie wohl der Feldmarschall noch bis zu seinem Tod auf Briefpapier und Visitenkarten – nicht aber bei Unterschriften – stets den Doppelnamen benutzte.
Aus Paul von Beneckendorff und von Hindenburgs Ehe mit Gertrud Wilhelmine von Sperling (1860–1921) gingen drei Kinder hervor: Der Sohn Oskar von Hindenburg sowie die zwei Töchter Irmengard und Gertrud.

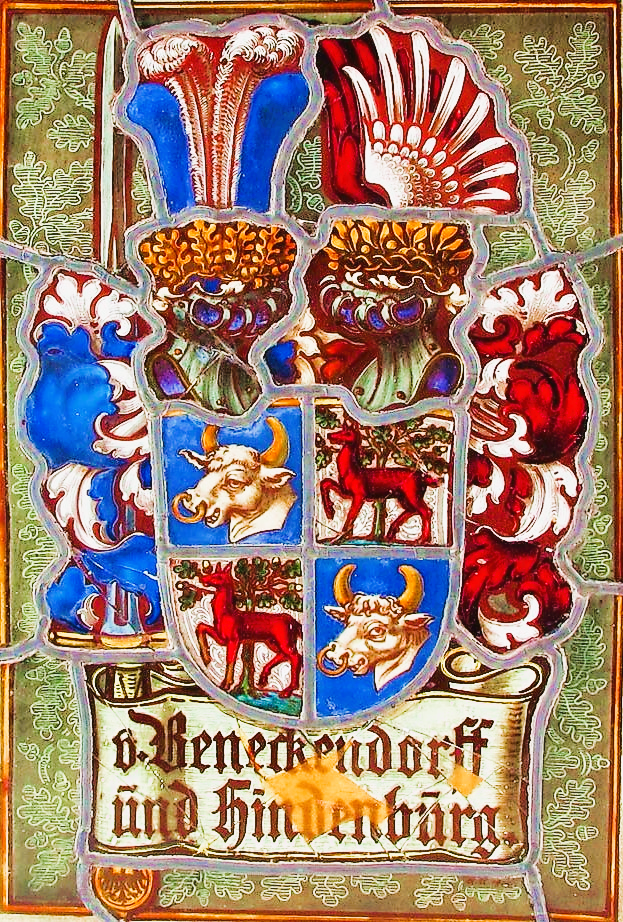
Wappen derer von Beneckendorff und von Hindenburg

## Wappen
Das Wappen von 1789 ist geviert, Felder 1 und 4 zeigen in Blau einen schwarzen Büffelkopf mit goldenem Nasenring, 2 und 3 in Silber einen grünen Baum vor dem auf grünem Rasen eine braune Hindin (Hirschkuh) schreitet. Zwei Helme, auf dem rechten mit blau-silbernen Helmdecken vier (blau-schwarz-schwarz-blau) Straußenfedern, auf dem linken mit rot-silbernen Decken ein offener schwarzer Flug.

## Familienmitglieder
- Hans Friedrich Otto von Beneckendorff und von Hindenburg (1802–1861), Landrat im Kreis Löbau (Westpr.)
- Johann von Beneckendorff und von Hindenburg (1747–1827), deutscher Offizier, Gutsbesitzer und Landrat
- Johann Heinrich Wilhelm Ernst von Beneckendorff und Hindenburg (1774–1847), königlich preußischer Generalleutnant
- Konrad Otto Heinrich von Beneckendorff und von Hindenburg (1839–1913), preußischer Generalmajor
- Paul von Hindenburg (1847–1934), Generalfeldmarschall im Ersten Weltkrieg und Reichspräsident der Weimarer Republik
- Bernhard von Hindenburg (1859–1932), Offizier und Schriftsteller
- Oskar von Hindenburg (1883–1960), Generalleutnant und Sohn von Paul von Hindenburg
- Otto Ludwig von Beneckendorff und von Hindenburg (1778–1855), deutscher Offizier, Gutsbesitzer und Landschaftsdirektor
- Robert von Beneckendorff und von Hindenburg (1816–1902), preußischer Major, Gutsbesitzer und Vater von Paul von Hindenburg
- Wilhelm Christoph von Benkendorff genannt von Beneckendorff (1714–1782), Generalmajor, dir. Vorfahre Hindenburgs[6]